# Pont-du-Casse
Pont-du-Casse is een gemeente in het Franse departement Lot-et-Garonne (regio Nouvelle-Aquitaine). De plaats maakt deel uit van het arrondissement Agen. Pont-du-Casse telde op 1 januari 2022 4.192 inwoners.

## Geografie
De oppervlakte van Pont-du-Casse bedroeg op 1 januari 2022 19,1 vierkante kilometer; de bevolkingsdichtheid was toen 219,5 inwoners per km².

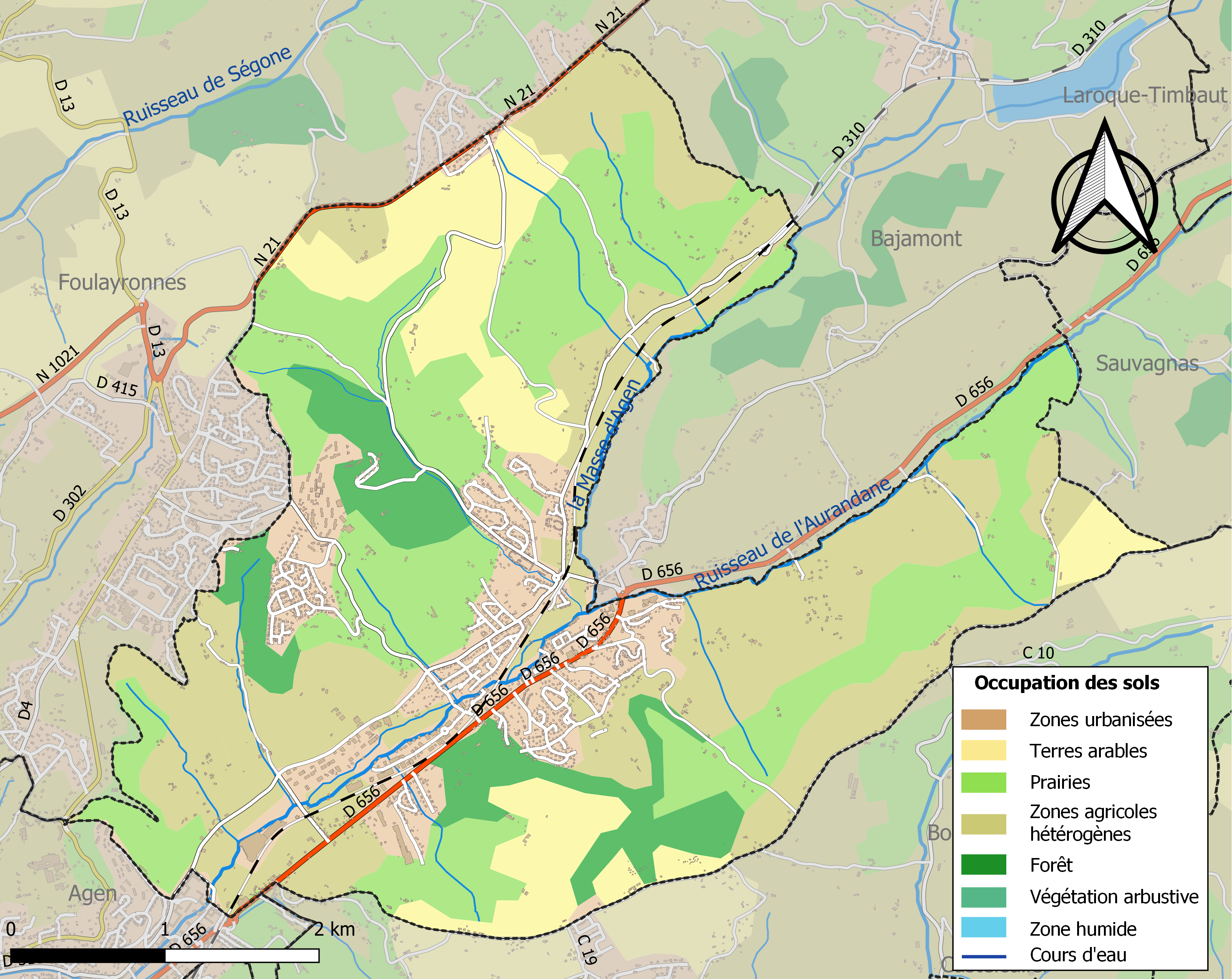
Kaart van de gemeente met de belangrijkste infrastructuur, bodemgebruik en omliggende gemeenten

## Verkeer en vervoer
In de gemeente ligt spoorwegstation Pont-du-Casse.

## Demografie
Onderstaande figuur toont het verloop van het inwonertal (bron: INSEE-tellingen).